# رود مادیرا
رود مادیرا (به پرتغالی: Rio Madeira) واقع در شمال غربی برزیل از اتصال دو رود بنی و ماموره در مرز بولیوی با برزیل سرچشمه گرفته و با جریان‌یافتن به سمت شمال شرقی در نزدیکی مانائوس به رود آمازون می‌ریزد. این رود، مهمترین رود تغذیه‌کنندهٔ آمازون است.

## مشخصات و مسیر رود

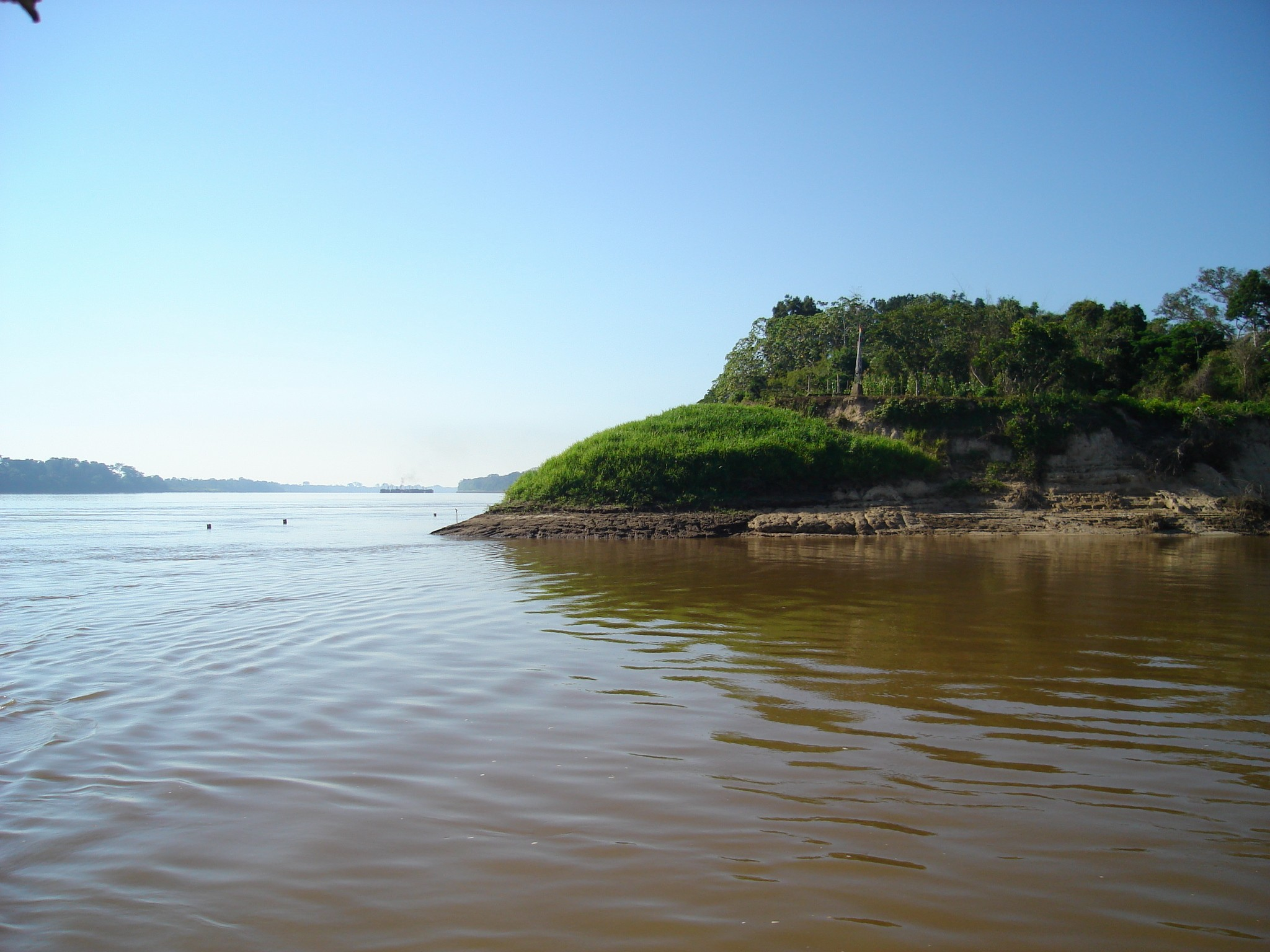
رود مادیرا

مادیرا رودی است با طولی بین ۳۳۱۵ تا ۳۳۵۲ کیلومتر که از تلاقی دو رود بنی و ماموره در ویلا بلای بولیوی به‌وجود می‌آید. این رود سپس با جریان یافتن به سمت شمال، مرزی تقریباً ۳۰ کیلومتری را در بین بولیوی و برزیل تشکیل می‌دهد.
رود آبونا در طول مسیر به مادیرا می‌پیوندد و این رود پس از آن مسیری شمال شرقی را پیموده و با عبور از رودونیا و آمازوناس در شمال غربی برزیل، در ۱۴۵ کیلومتری شرق مانائوس به رود آمازون می‌ریزد. شاخابه‌ای نیز از مادیرا تا ۱۶۰ کیلومتری پایین‌دست آمازون جریان یافته و جزیرهٔ باتلاقی توپینامبارانا یا ایلیا توپینامباراناس را پدیدمی‌آورد.
چندین ریزابهٔ جنوب شرقی به رود مادیرا می‌ریزند و کشتی‌های بزرگ اقیانوس‌پیما قابلیت حرکت در این رود تا پورتو ولوی برزیل را دارند. پهنای کلی رود مادیرا نیم مایل است.
تا پیش از دههٔ ۱۹۷۰، راه‌آهن مادیرا-ماموره به‌طول تقریباً ۳۶۷ کیلومتر که در بین پورتو ولو و گواژارا-میریم کشیده شده بود ارتباط بین این بخش با بخش‌های شمالی رود مادیرا را فراهم می‌ساخت. اما پس از آن این راه‌آهن به حال خود رها شد و امروزه پیشتر این مسیر توسط بزرگراهی پوشش‌داده می‌شود.

## ساکنان منطقه
کار جستجو در درهٔ رود مادیرا در سدهٔ شانزدهم آغاز شد بااین‌وجود بخش‌هایی از منطقه تا اواخر دههٔ ۷۰ هنوز نقشه‌برداری نشده‌بود. سرخپوستان و مستیزوهایی که سکنهٔ بومی جنگل‌های بارانی گرمسیری را تشکیل می‌دادند در کرانه‌های رود مادیرا سکنی گزیده بودند و به کار جمع‌آوری محصولات جنگلی همچون جوز برزیلی و کائوچو مشغول بودند. اما در نیمهٔ دوم سدهٔ ۲۰ میلادی، کشاورزان و گله‌داران نیز در این منطقه ساکن شدند.